# 備前堀 (茨城県)
備前堀（びぜんぼり）は、茨城県水戸市を流れ、桜川と涸沼川を結ぶ用水路である。
別名伊奈堀ともいう。

## 概要
水戸市柳提橋付近の柳提水門より桜川から取水し、一旦南に流れ、その後南東に流路を変える。そのまま国道51号線沿いに涸沼川まで流下している。農業用用水として使われているが千波湖の氾濫対策という一面も持つ。1996年に水戸市民の投票により新水戸八景の1つに選ばれた。また、水戸市中心部の一部では、沿道の景観整備などが行われている。

## 支流
- 新川
  - 水戸市浜田より那珂川方面へ流れる
- その他農業用水路が複雑に分岐する

## 歴史
1610年、徳川頼房が千波湖の治水と周辺の農業用水として当時関東郡代であった伊奈備前守忠次に命じ、平戸大膳を奉行に築かれた。備前堀という名称は伊奈備前守忠次からとられている。正確な記録は残ってはいないが、完成まで1年以上かかったと推定されている。

## 橋梁
- 伊奈橋（国道51号）
- 荒神橋
- 銷魂橋（茨城県道180号長岡水戸線）
- 道明橋（市道）
  - 橋上に伊奈備前守忠次像がある
- 三又橋（市道）
- 学びの橋
- 金剛橋
- 旧常陸山橋
- 常陸山橋（市道）
- （橋）（国道6号水戸バイパス）
- （橋）（国道51号）
  - 2回交差する
- （橋）（北関東自動車道）
- （橋）（茨城県道40号内原塩崎線）
- （橋）（国道51号）